# Tristrophis asymetricaria
Tristrophis asymetricaria là một loài bướm đêm trong họ Geometridae.